# Andrew V. McLaglen
Andrew Victor McLaglen, född 28 juli 1920 i London, död 30 augusti 2014 i Friday Harbor, Washington, var en brittisk filmregissör. Han var son till skådespelaren Victor McLaglen.
McLaglen började sin karriär som assisterande regissör till bland andra John Ford och gjorde sin egen regidebut med Hämnaren från Arizona (1956). Han specialiserade sig inom främst westerns och äventyrsgenren och var dessutom en flitig regissör inom TV, bland annat regisserade han den första säsongen av Krutrök.
År 1989 spelade han in sin senaste film, Bron över floden Kwai II.

## Filmografi (i urval)
- 1956 – Hämnaren från Arizona
- 1965 – 7 tappra män
- 1966 – Rancho river
- 1968 – Bandolero!
- 1971 – Pengar eller livet
- 1976 – De vilda männen
- 1980 – Specialkommando - med uppdrag att döda
- 1980 – Havets vargar
- 1985 – Tolv fördömda män 2
- 1989 – Bron över floden Kwai II